# Despotovica
La Despotovica (en serbe cyrillique : Деспотовица) est une petite rivière située en Serbie centrale. Elle a une longueur de 24 kilomètres. Elle est un affluent gauche de la Dičina.

## Étymologie
La rivière doit son nom aux souverains serbes du Moyen Âge, les despotes, qui battaient monnaie à partir des minerais extraits des mines des monts Rudnik.

## Géographie
La Despotovica appartient au bassin de drainage de la Mer Noire. Son propre bassin couvre une superficie de 220 km2. Elle n'est pas navigable.
Elle prend sa source sur les pentes méridionales des monts Rudnik et elle oriente sa course vers le sud et forme une gorge étroite et profonde entre la ville de Gornji Milanovac et le village de Brđani. Elle se jette dans la Zapadna Morava près du hameau de Čemernica.